# Międzynarodowe Stowarzyszenie Sportu i Kultury
Międzynarodowe Stowarzyszenie Sportu i Kultury (ang: International Sport and Culture Association) – organizacja międzynarodowa zrzeszająca stowarzyszenia, zrzeszenia i inne organizacje z różnych krajów, których statutowym celem jest promocja sportu i kultury, a także organizacje młodzieżowe. Siedzibą ISCA jest Kopenhaga. 
Według danych ze strony internetowej organizacji (stan na lipiec 2007) skupia ona 90 krajowych stowarzyszeń: 9 z Afryki, 57 z Europy, 18 z Ameryki Łacińskiej oraz 6 z Ameryki Północnej.
Polskim członkiem ISCA jest zrzeszenie Ludowe Zespoły Sportowe.